# Club Universitario San Simón (voleibol feminino)
O Club Universitario San Simón , é um time boliviano de voleibol indoor feminino da cidade de Cochabamba que ao conquistar o título nacional na temporada 2016-17 qualificou-se para edição do Campeonato Sul-Americano de Clubes de 2018 no Brasil.

## Títulos conquistados
- Campeonato Boliviano A1:2016-17
- Campeonato Boliviano A1:2014